# Чийтам (окръг, Тенеси)
Окръг Чийтам (на английски: Cheatham County) е окръг в щата Тенеси, Съединени американски щати. Площта му е 795 km², а населението – 35 912 души (2000). Административен център е град Ашланд Сити.